# Крауклис, Ян Кришьянович
Ян Кришьянович Крауклис (латыш. Jānis Krauklis; 25 июня 1895 года, Салац, Лифляндская губерния, Российская империя — 22 апреля 1938 года, Москва, РСФСР, СССР) — руководящий сотрудник органов ВЧК-ГПУ-НКВД. Майор государственной безопасности. Комиссар милиции в Риге. Председатель Двинской уездной ЧК. Начальник Харьковского оперативного сектора ГПУ. Начальник Сталинского окружного отдела ГПУ. Начальник Харьковского областного отдела ГПУ. Расстрелян в «особом порядке». Реабилитирован посмертно.

## Биография
Родился 25 июня 1895 года в Салац Лифляндской губернии, Российской империи в крестьянской семье.
Член РСДРП(б) с 1913 года.
Арестован в октябре 1915 года и осуждён к административной высылке в Иркутскую губернию в село Белоусово.
19 марта 1917 года освобождён.
С 1917 года по 1918 год — комиссар милиции в Риге.
С 1918 года по 1919 год — следователь ВЧК при СНК РСФСР.
С 1919 года по 1920 год — председатель Двинской уездной ЧК.
С 1920 года по 1922 год — в Особом отделе ВЧК.
С 1922 года по 1923 год — начальник Новоград-Волынского пограничного отдела ГПУ.
С 1923 года по 1925 год — начальник Экономического отдела Донецкого губернского отдела ГПУ.
С 1925 года по 1928 год — начальник Криворожского окружного отдела ГПУ.
С 11 июня 1928 года по 5 сентября 1930 года — начальник Сталинского окружного отдела ГПУ.
С 1 октября 1930 года по декабрь 1931 года — начальник Харьковского оперативного сектора ГПУ.
С декабря 1931 года по 14 февраля 1932 года — начальник Днепропетровского оперативного сектора ГПУ.
С 14 февраля 1932 года по 17 августа 1933 года — начальник Днепропетровского областного отдела ГПУ.
С августа 1933 года по 15 января 1934 года — начальник Черниговского областного отдела ГПУ.
С 15 января 1934 года по 4 июня 1934 года — начальник Харьковского областного отдела ГПУ.
С 28 августа 1934 года по январь 1935 года — начальник Управления пожарной охраны НКВД Украинской ССР.
С 9 января 1935 года по 26 июля 1937 года — начальник 10 отдела — Управления мест заключения НКВД Украинской ССР, майор государственной безопасности.
С 1937 года — начальник Кулойского исправительно-трудового лагеря НКВД (Архангельская область), майор государственной безопасности.
Арестован 1 января 1938 года. Внесен в список «Москва-центр» от 19 апреля 1938 г. («Бывш. сотрудники НКВД») по 1-й категории («за» Сталин, Молотов, Каганович, Жданов). Расстрелян 22 апреля 1938 г. в «особом порядке» в г. Москва вместе с комиссаром ГБ 2 ранга К. М. Карлсоном, майором ГБ П. Ю. Перконом и др. Место захоронения — спецобъект НКВД «Коммунарка». Реабилитирован посмертно. В Украине считается одним из виновников проведения политики Голодомора.

## Награды
22 декабря 1932 года награждён орденом Трудового Красного Знамени.

## Семья
Жена — Марта Яновна Краукле( Розенберга)